# Saumur (quận)
Quận Saumur là một quận của Pháp, nằm ở tỉnh Maine-et-Loire, ở vùng Pays de la Loire. Quận này có 10 tổng và 112 xã.

## Các đơn vị hành chính

### Các tổng
Các tổng của quận Saumur là: 
1. Allonnes
2. Baugé
3. Doué-la-Fontaine
4. Gennes
5. Longué-Jumelles
6. Montreuil-Bellay
7. Noyant
8. Saumur-Nord
9. Saumur-Sud
10. Vihiers

### Các xã
Các xã của quận Saumur, và mã INSEE là: 
| 1. Allonnes (49002)                       | 2. Ambillou-Château (49003)          | 3. Antoigné (49009)                  | 4. Artannes-sur-Thouet (49011)          |
| 5. Aubigné-sur-Layon (49012)              | 6. Auverse (49013)                   | 7. Baugé (49018)                     | 8. Blou (49030)                         |
| 9. Bocé (49031)                           | 10. Brain-sur-Allonnes (49041)       | 11. Breil (49044)                    | 12. Brigné (49047)                      |
| 13. Broc (49052)                          | 14. Brossay (49053)                  | 15. Brézé (49046)                    | 16. Cernusson (49057)                   |
| 17. Chacé (49060)                         | 18. Chalonnes-sous-le-Lude (49062)   | 19. Chartrené (49079)                | 20. Chavaignes (49087)                  |
| 21. Chemellier (49091)                    | 22. Cheviré-le-Rouge (49097)         | 23. Chigné (49098)                   | 24. Chênehutte-Trèves-Cunault (49094)   |
| 25. Cizay-la-Madeleine (49100)            | 26. Clefs (49101)                    | 27. Cléré-sur-Layon (49102)          | 28. Concourson-sur-Layon (49104)        |
| 29. Coron (49109)                         | 30. Courchamps (49113)               | 31. Courléon (49114)                 | 32. Coutures (49115)                    |
| 33. Cuon (49116)                          | 34. Distré (49123)                   | 35. Doué-la-Fontaine (49125)         | 36. Dénezé-sous-Doué (49121)            |
| 37. Dénezé-sous-le-Lude (49122)           | 38. Fontevraud-l'Abbaye (49140)      | 39. Forges (49141)                   | 40. Fougeré (49143)                     |
| 41. Gennes (49149)                        | 42. Genneteil (49150)                | 43. Grézillé (49154)                 | 44. La Breille-les-Pins (49045)         |
| 45. La Fosse-de-Tigné (49142)             | 46. La Lande-Chasles (49171)         | 47. La Pellerine (49237)             | 48. La Plaine (49240)                   |
| 49. La Salle-de-Vihiers (49325)           | 50. Lasse (49173)                    | 51. Le Coudray-Macouard (49112)      | 52. Le Guédéniau (49157)                |
| 53. Le Puy-Notre-Dame (49253)             | 54. Le Thoureil (49346)              | 55. Le Vieil-Baugé (49372)           | 56. Les Cerqueux-sous-Passavant (49059) |
| 57. Les Rosiers-sur-Loire (49261)         | 58. Les Ulmes (49359)                | 59. Les Verchers-sur-Layon (49365)   | 60. Linières-Bouton (49175)             |
| 61. Longué-Jumelles (49180)               | 62. Louerre (49181)                  | 63. Louresse-Rochemenier (49182)     | 64. Martigné-Briand (49191)             |
| 65. Meigné (49198)                        | 66. Meigné-le-Vicomte (49197)        | 67. Montfort (49207)                 | 68. Montilliers (49211)                 |
| 69. Montpollin (49213)                    | 70. Montreuil-Bellay (49215)         | 71. Montsoreau (49219)               | 72. Mouliherne (49221)                  |
| 73. Méon (49202)                          | 74. Neuillé (49224)                  | 75. Noyant (49228)                   | 76. Noyant-la-Plaine (49230)            |
| 77. Nueil-sur-Layon (49232)               | 78. Parnay (49235)                   | 79. Parçay-les-Pins (49234)          | 80. Passavant-sur-Layon (49236)         |
| 81. Pontigné (49245)                      | 82. Rou-Marson (49262)               | 83. Saint-Clément-des-Levées (49272) | 84. Saint-Cyr-en-Bourg (49274)          |
| 85. Saint-Georges-des-Sept-Voies (49279)  | 86. Saint-Georges-sur-Layon (49282)  | 87. Saint-Just-sur-Dive (49291)      | 88. Saint-Macaire-du-Bois (49302)       |
| 89. Saint-Martin-d'Arcé (49303)           | 90. Saint-Martin-de-la-Place (49304) | 91. Saint-Paul-du-Bois (49310)       | 92. Saint-Philbert-du-Peuple (49311)    |
| 93. Saint-Quentin-lès-Beaurepaire (49315) | 94. Saumur (49328)                   | 95. Somloire (49336)                 | 96. Souzay-Champigny (49341)            |
| 97. Tancoigné (49342)                     | 98. Tigné (49348)                    | 99. Trémont (49356)                  | 100. Turquant (49358)                   |
| 101. Varennes-sur-Loire (49361)           | 102. Varrains (49362)                | 103. Vaudelnay (49364)               | 104. Vaulandry (49380)                  |
| 105. Vernantes (49368)                    | 106. Vernoil-le-Fourrier (49369)     | 107. Verrie (49370)                  | 108. Vihiers (49373)                    |
| 109. Villebernier (49374)                 | 110. Vivy (49378)                    | 111. Échemiré (49128)                | 112. Épieds (49131)                     |